# Ninohe

Ninohe (二戸市 Ninohe-shi?) este un municipiu din Japonia, prefectura Iwate.